# Иларион (Бельский)
Епи́скоп Иларио́н (в миру Ива́н Ива́нович Бе́льский; 20 марта 1893, Олонецкая губерния — 31 августа 1937, Йошкар-Ола) — епископ Русской православной церкви, епископ Котельнический, викарий Вятской епархии. С 1928 года — деятель иосифлянского движения.

## Биография
Родился 20 марта 1893 года в семье протоиерея в Санкт-Петербурге или, по другим данным, в Олонецкой губернии.
В 1918 году окончил Олонецкую духовную семинарию, после чего служил надзирателем Петрозаводского духовного училища. После его закрытия переехал в Петроград.
16 июля 1919 года был принят в Александро-Невскую лавру. 23 июля того же года пострижен в монашество с именем Иларион, 26 июля рукоположён в сан диакона. 18 декабря того же года назначен помощником правителя дел духовного собора Лавры.
С 5 января 1920 года исполнял обязанности правителя дел. 22 февраля того же года избран помощником секретаря церковно-приходского совета храмов Лавры.
13 августа 1920 года был рукоположён в сан иеромонаха.
8 июля 1921 года утверждён в должности правителя дел духовного собора Лавры. Обучал детей Закону Божию. Учился в Петроградском богословском институте.
С 1921 года по июль 1922 года — секретарь церковно-приходского совета храмов лавры.
В 1921 году был награждён набедренником, а в 1922 году — наперсным крестом.
В июне 1922 арестован в Петрограде по делу религиозной организации «Братство» и обвинён в укрывательстве от ГПУ иеромонаха Льва (Егорова), вскоре освобождён. За недоказанностью обвинения освобождён 21 августа того же года под подписку о невыезде. Дело прекращено 13 сентября 1922 года.
После признания Александро-Невской лаврой обновленческого Петроградского епархиального управления с 7 июля 1922 года перестал исполнять обязанности правителя дел духовного собора, секретаря церковно-приходского совета и управдома лавры, официально освобождён от этих должностей 1 сентября 1922 года.
20 ноября подал рапорт об увольнении за штат «по расстройству здоровья». Духовный собор лавры отклонил рапорт и обратился с ходатайством к обновленческому Петроградскому епархиальному управлению откомандировать иеромонаха Илариона в один из петроградских монастырей. 11 декабря указом Петроградского епархиального управления переведён в Череменецкий Иоанно-Богословский монастырь. Не подчинился указу, продолжил служить в незанятых обновленцами храмах Петрограда.
В октябре 1923 года, после возвращения Александро-Невской лавры в Патриаршую Церковь, вернулся в состав братии.
С марта 1924 года настоятель храма во имя святых Бориса и Глеба на Калашниковской набережной в Петрограде.
В сентябре 1924 года возведён в сан игумена.
1 (14) октября 1924 года в храме Покровского монастыря в Москве хиротонисан во епископа Каргопольского. В конце 1924 арестован и выслан в Смоленск. В начале 1925 года был освобождён из ссылки.
12 июня 1925 года по ходатайству епископа Смоленского Филиппа, который не мог прибыть в Смоленск, назначен Патриаршим местоблюстителем митрополитом «епископом Поречским, четвёртым викарием Смоленской епархии. Вместе с тем, согласно просьбе православных приходов г. Смоленска, благословляется ему иметь временно заботы и попечение о православных приходах той же епархии».
Резко негативно отнёсся к декларации заместителя Патриаршего местоблюстителя митрополита Сергия (Страгородского).
С начала 1928 года — епископ Котельнический, викарий Вятской епархии.
4 марта 1928 года вместе с епископом Яранским Нектарием (Трезвинским) объявил об отделении от митрополита Сергия. В период служения в Вятской епархии был сторонником епископа Виктора (Островидова). Был одним из наиболее непримиримых противников митрополита Сергия, вплоть до того, что отрицал благодатность таинств «сергиан».
В апреле 1928 (или 1929) года был арестован. Приговорён к пяти годам лагерей. В 1928 (или 1929) — 1931 годах находился в заключении в Соловецком лагере особого назначения. Работал, как «запретник» на тяжёлых физических работах — сетевязом. Участник катакомбных богослужений «иосифлян» в лагере. В отличие от другого соловецкого узника Илариона (Троицкого) «великого», имел прозвище Иларион «маленький».
С сентября 1931 года по 1933 год находился в заключении в Белбалтлаге (лагпункт Май-Губа). В 1933 году был освобождён из лагеря и выслан в город Козьмодемьянск Марийской АССР. Продолжал тайное служение, в мае — октябре 1934 года находился в заключении.
В 1935 году был освобождён из ссылки, уехал в город Чебоксары, где арестован в августе 1937 года и отправлен в тюрьму города Йошкар-Олы.
31 августа 1937 года приговорен к высшей мере наказания и в тот же день расстрелян.

## Память
Имя епископа Илариона было внесено в черновой поимённый список новомучеников и исповедников российских при подготовке канонизации, совершённой РПЦЗ в 1981 году. Однако список новомучеников был издан только в конце 1990-х годов.